# Francisco Rodrigues (Braziliaans voetballer)
Francisco Rodrigues, ook bekend als simpel Rodrigues of Rodrigues Tatu (São Paulo, 27 juni 1925 - aldaar, 30 oktober 1988) was een Braziliaans voetballer.  

## Biografie
Rodrigues begon zijn carrière bij Ypiranga uit zijn geboortestad en trok in 1945 naar Fluminense uit de toenmalige hoofdstad Rio de Janeiro. Met deze club won hij in 1946 het Campeonato Carioca en in 1948 het Torneio Municipal. In 1950 keerde hij terug naar São Paulo om er voor Palmeiras te spelen en won er meteen het Campeonato Paulista mee. In 1951 won hij met de club de Copa Rio, een internationale voetbalbeker, en het Torneio Rio-São Paulo.
In 1955 speelde hij nog even in Rio bij Botafogo en keerde dan weer terug naar Palmeiras en ging later nog voor Juventus en Paulista spelen. Hij sloot zijn carrière af bij het Argentijnse Rosario Central.
Hij speelde ook 5 jaar voor het nationale elftal en zat in de WK-selecties voor 1950 en 1954.